# Taufik Majlufi
Taoufik Makhloufi (Souk Ahras, Argelia, 29 de abril de 1988) es un atleta argelino, especializado en la prueba de 1500 m en la que llegó a ser campeón olímpico en 2012.

## Carrera deportiva
En los JJ. OO. de Londres 2012 ganó el oro en los 1500 metros, con un tiempo de 3:34.08 segundos, superando al estadounidense Leonel Manzano y al marroquí Abdalaati Iguider.
Cuatro años después, en los JJ. OO. de Río 2016 ganó la medalla de plata en los 800 metros, tras el keniano David Rudisha y por delante del estadounidense Clayton Murphy, y también plata en 1500 metros.